# Gmina Skwierzyna
Die Gmina Skwierzyna [skfjɛˈʒɨna] ist eine Stadt-und-Land-Gemeinde im Powiat Międzyrzecki der Woiwodschaft Lebus in Polen. Ihr Sitz ist die gleichnamige Stadt (deutsch Schwerin an der Warthe) mit 9454 Einwohnern (Stand 31. Dezember 2020).

## Geographie
Die Gemeinde liegt im Osten der Woiwodschaft und grenzt dort an die Woiwodschaft Großpolen. Wichtigste Gewässer sind Warthe und Obra. Die Großstadt Gorzów Wielkopolski (Landsberg an der Warthe), Sitz des Woiwoden ist 15 Kilometer entfernt.
Die wichtigste Verkehrsverbindung ist die Schnellstraße S3, die die Woiwodschaftshauptstädte Gorzów Wielkopolski im Norden und Zielona Góra (Grünberg) im Süden verbindet.

## Partnerschaften
- Bernau, Deutschland
- Brjansk, Russland

Seit 1985 ist der Kreis Paderborn Patenkreis von Skwierzyna.

## Gliederung
Zur Stadt-und-Land-Gemeinde Skwierzyna (gmina miejsko-wiejska) gehören die Stadt selbst und sieben Dörfer (deutsche Namen bis 1945) mit Schulzenämtern (sołectwa):
| - Dobrojewo (Johanneswunsch) - Gościnowo (Alexandersdorf) - Krobielewko (Klein Krebbel) - Murzynowo (Morrn, mit Herrenhaus Morrn) | - Świniary (Schweinert) - Trzebiszewo (Trebisch) - Wiejce (Waitze) |

Weiterhin gibt es folgende kleinere Ortschaften ohne Schulzenamt:
| - Jezierce (Seewitz) - Kijewice (Kiewitz) - Murzynowo-Łomno (Morrn-Mittelbusch) - Nowy Dwór (Neuhaus) | - Rakowo (Krebse) - Skrzynica (Krinitze, 1938–1945 Warthetal) - Warcin (Wallhof) |

## Persönlichkeiten
- Friedrich Adolf Pflug (1810–1886), Unternehmer, gestorben in Morrn
- Kurd von Schöning (1789–1859), preußischer Generalmajor, geboren in Morrn.